# مبتدأ
في النحو العربي وقواعد اللغة العربية المبتدأ اسم صريح أو مؤول بالصريح مرفوع أو في محلِّ رفع، يأتي غالباً في بداية الجملة الاسمية، ويليه ما يُعرف اصطلاحاً بالخبر، وبإسناد الخبر إليه يكتمل معنى الجملة وتصبح ذات فائدة معنوية، مثل: «الحَقُّ بَيِّنٌ». والمبتدأ هو الاسم المجرَّد من العوامل اللفظية غير الزائدة في الإسناد، والعامل في رفعه هو معنى الابتداء نفسه. والجملة التي تتكون من المبتدأ والخبر تسمَّى جملة اسمية، ويُفَرَّقُ بين الاثنين كون المبتدأ هو المُحَدَّث عنه والخبر هو المُحَدَّث به. والمبتدأ إمَّا مخبراً عنه أو وصفاً عاملاً في اسم مرفوع سدَّ مسدَّ الخبر. والمبتدأ يأتي اسماً ظاهراً مُعرباً، أو اسماً مبنيّاً كأسماء الإشارة أو الأسماء الموصولة أو أسماء الشرط، ويأتي كذلك ضميراً منفصلاً، ويكون مصدراً مؤولاً من أنْ والفعل المضارع أو من همزة التسوية وما بعدها، والأصل في المبتدأ أن يكون معرفة، إلا أنَّه قد يكون نكرة إذا أفادت النكرة معنى محدداً ليكون في الإخبار عنها فائدة.

## حد المبتدأ
المبتدأ هو الاسم الصريح أو المؤول المجرد عن العوامل اللفظية الغير زائدة، مخبرًا عنه أو وصفًا رافعًا لمكتفى به. فالصريح نحو: «زيد عاذر» والمؤول نحو: ﴿وَأَن تَصُومُوا۟ خَیۡرࣱ لَّكُمۡ﴾ [البقرة:184]، والذي دخلت عوامل زائدة نحو: «بحسبك درهم».

## العامل في المبتدأ
ليس للمبتدأ أي عامل لفظي، والعامل في رفعه هو معنى الابتداء نفسه، فالعامل في المبتدأ هو عامل معنوي غير ظاهر ولكنّه مفهوم في الذهن. وهذا هو أشهر الآراء، وقال به جمهور البصريين، وهناك أقوال أخرى غير هذه، أشهرها أنَّ المبتدأ والخبر يترافعان، أي أنَّ كل منهما هو العامل في رفع الآخر، وأخذ بهذا الرأي جمهور الكوفيين ومنهم ابن جني وأبو حيان. ولا يوجد موقع إعرابي آخر غير المبتدأ يُجرَّد من العوامل اللفظية وفقاً لأغلبية النحاة. ولكن ليس كل اسم مجرد من العوامل اللفظية هو بالضرورة مبتدأ، فقد تأتي بعض الأسماء مجردة من العوامل اللفظية ولكن لم يسند إليها أي لفظ، فإذا قلنا مثلاً: «الحَقُّ» لم يكن «الحَقُّ» مبتدأ، على اعتبار المثال السابق جملة صحيحة، لأنَّه لم يُسند إليه أي لفظ بعد، وإذا أُسند إليه لفظ يُخبِر عنه فسيكون عندها مبتدأ.
بإمكان عوامل لفظية زائدة أن تعمل في المبتدأ، وهذه العوامل الزائدة لا تؤخذ كعوامل حقيقية، لأن الزائد في عُرف النحاة حكمه حكم الساقط. مثل حروف الجر الزائدة التي تتصل بالمبتدأ فتعمل على جرّه لفظاً، ولكنَّه محلّا يبقى مرفوعاً بالابتداء، وهذه العوامل وما شابهها التي تدخل زيادة على المبتدأ عوامل ثانوية لا يُعتد بها، وذلك لأنَّ وجودها من عدمها لا يغير شيئاً من المفهوم العام للجملة. وقد تسبقه أيضاً عدد من الأدوات غير العاملة فلا تؤثر فيه كذلك، ولا يُعتد بها كعوامل أيضاً، غير أنَّ هذه العوامل الثانوية تزيل أثر العامل المعنوي الأول، فعملها في المبتدأ عمل لفظي وليس وظيفي.
دائماً ما تدخل الإشارة إلى تَجَرُّد المبتدأ من العوامل اللفظية في تعريفه، وذلك للتمييز بينه وبين الفاعل ونائب الفاعل، وأيضاً للتمييز بين المبتدأ ومعمول «كان وأخواتها» المرفوع، الذي هو في الأصل والمدلول مبتدأ، ونفس الشيء ينطبق على معمول «أفعال المقاربة والرجاء والشروع» المرفوع وكذلك معمول «أخوات إنَّ» المنصوب.

## أقسام المبتدأ
المبتدأ قسمان:
1. مبتدأ له خبر.
2. مبتدأ له مرفوع سد مسد الخبر، نحو: أقائم زيد، وقول الشاعر:

## أنواع المبتدأ الذي له خبر
يأتي المُبَتَدأَ فِي ثَلَاثَةُ صُوَرٌ. فيكون المبتدأ اسماً صريحاً، مفرداً أو مثنى أو جمعاً، مذكَّراً أو مؤنَّثاً، مثل: «سَعدٌ حَضَرَ الاِجتِمَاعَ». ويشمل هذا المصادر الصريحة والأسماء المشتقة[ملاحظة:2]، مثل: «الاِطمِئنَانُ مَكَانُهُ القَلبُ» أو «مَا صَادِقٌ أَنتَ». ويأتي المبتدأ كذلك ضميراً منفصلاً، وذلك على اختلاف أنواعه من ناحية التذكير والتأنيث ومن ناحية الإفراد والتثنية والجمع، مثل: «أَنتَ حَدِيثُكَ مُشَوِّقٌ». ويكون المبتدأ مصدراً مؤولاً، أي أنَّ المبتدأ في لفظه المقدَّر والمفهوم يُستخرج من حرف مصدري وما بعده، مثل: «وَأَنْ تَصُومُوا خَيرٌ لَكُمْ» حيث المصدر المؤول من «أَنْ» الناصبة والفعل المضارع في أول الجملة في محلِّ رفع مبتدأ، وتقدير الكلام: «صِيَامُكُم خَيرٌ لَكُمْ». ويأتي المصدر المؤول كذلك من همزة التسوية وما بعدها، كما في الآية: «» حيث المصدر المؤول من همزة التسوية «أَ» والفعل «أَنذَرَ» بعدها في محلِّ رفع مبتدأ تقديره «إِنذَارُكَ». ويُلاحظ كثرة مجيء المبتدأ مصدراً مؤولاً في الحديث النبوي والكلام العربي القديم.
لا يأتي المبتدأ ضميراً متصلاً إلَّا في حالتين فقط، وذلك إذا تحوّل المبتدأ من كونه ضميراً منفصلاً إلى متصل بحرف جر زائد، مثل: «كَيفَ بِكَ». حيث كاف المخاطب ضمير متصل مبني في محل رفع مبتدأ، وأصل الجملة القول: «كَيفَ أَنتَ» حيث تحوَّل الضمير المنفصل إلى متصل باتصاله بحرف الجر الزائد، وكلا الضميرين مبتدأ، ومن هذا أيضاً: «كَيفَ بِهِ» أو «كَيفَ بِنَا». ويأتي المبتدأ ضميراً متصلاً إذا جاءَ بعد «لَولَا»، مثل: «لَولَاهُ» أو «لَولَايَ» أو «لَولَاكَ» أو «لَولَانَا»، في جملةٍ مثل: «لَولَاكَ لخَسَرنَا اللُّعبَةَ».
ويصلح ما يكون في قوة الاسم الصريح أن يكون مبتدأ، مثل «الجملة المحكية بالقول»: «حَسبِيَ اللَّه وَنِعمَ الوَّكِيلِ مَا يَقُولُهُ المُؤمِنُ عِندَ المُصِيبَةِ». حيث المبتدأ في الجملة السابقة هو الجملة المحكية «حَسبِيَ اللَّه وَنِعمَ الوَّكِيلِ»، ولا يجب النظر إلى الجملة المحكية باعتبارها جملة حقيقية تتركب من مفردات منفصلة، ولكن باعتبارها بنية لغوية واحدة تشكل ككل ما يعادل اسماً مفرداً.

## إعراب المبتدأ

### الرفع
المبتدأ ملازم للرفع في أي موقع كان، وقد يجرُّ لفظاً لكنَّه محلاً يبقى مرفوعاً، وإذا دخلت عليه إنَّ وأخواتها يُنصب ولكن يتغير موقعه الإعرابي من كونه مبتدأ إلى اسم لإن وأخواتها. والرفع في المبتدأ يكون ظاهرياً أو تقديرياً أو محلياً. ويرتفع المبتدأ بعلامة أصلية، أي بالضمة الظاهرة أو التنوين المضموم، إذا كان اسماً مفرداً أو جمعاَ مؤنثاً سالماً أو جمع تكسير. وقد يرتفع كذلك بعلامات فرعية، ويرتفع المبتدأ بالألف إذا كان اسماً مثنى، ويرتفع بالواو إذا كان جمعاً مذكراً سالماً أو اسماً من الأسماء الخمسة.
يرى بعض النحاة، وأشهرهم ابن يعيش وجلال الدين السيوطي، أنَّ الرفع في أصله مختصٌّ بالمبتدأ إلى جانب الخبر فقط، وكلُّ المرفوعات غيرهما مُلحَقة بهما من هذه الناحية. بينما يرى نحاة آخرون أنَّ أصل الرفع أن يكون مختصاً بالفاعل فقط، والمبتدأ جاء مرفوعاً إلحاقاً به. ويذهب غيرهم إلى أنَّ المرفوعات جميعها أصول، وليس أحدها مرفوع إلحاقاً أو مشابهةً بآخرٍ. وكان المبرد يرى أنَّ المبتدأ والفاعل مرفوعان للسبب ذاته، وهو أنَّ كلاهما لفظ يصحُّ السكوت عنده. وقد أجمع جمهور النحاة على أنَّ الرفع هو علم الإسناد، بمعنى أنَّ حاجة المبتدأ إلى ما يُسند إليه هو العلة في رفعه. وبعض النحاة يخصُّ المبتدأ بالعمدات فقط، بمعنى أنَّ الرفع ليس مخصوصاً بالمبتدأ أو الفاعل دون غيرهما، بل هو عام على كل عمدة في الجملة كالخبر ونائب الفاعل.

### جرَّه لفظاً
الأصل في المبتدأ أن يكون مرفوع المحلّ واللفظ، إلا أنَّه قد يجر لفظاً ويبقى مرفوع محلاً إذا دخلت عليه حروف الجر الزائدة، وحروف الجر الزائدة التي تدخل على المبتدأ ثلاثة حروف هي «مِنْ» و«البَاء» و«رُبَّ». ويشترط لجر المبتدأ بحرف الجر الزائد «مِنْ» أن يكون المبتدأ نكرة ويشترط أن تُسبق الجملة إمَّا بأداة نفي أو استفهام، مثل: «مَا مِن أَحَدٍ عِندِي» أو «هَل مِن أَحَدٍ هُنَاكَ» حيث «أَحَدٍ» مبتدأ مرفوع محلاً مشغول الآخر بحركة حرف الجر الزائد. ويدخل حرف الجر الزائد «البَاء» على المبتدأ إذا كان المبتدأ كلمة «حَسبُ»، مثل: «بِحَسبِكَ لُقَيمَاتُ». ويُجَرُّ المبتدأ ب«رُبَّ» عندما يكون المبتدأ اسم نكرة لفظاً أو معنى، مثل: «رُبَّ كِتَابٍ مُفِيدٌ».
يَكثر دخول حرف الجر «البَاء» خطأً على المبتدأ عندما يكون مصدراً مؤولاً من «أنْ» أو من «أنَّ» وما بعدهما، فيقال: «مِن آثارِ الزَّلازِلِ بِأَن تُدَمَّرَ المَنَازِلَ»، ودخول حرف الجر هنا غير فصيح ولم تصل شواهد تدل على فصاحة هذا الأسلوب، وزيادة حرف الباء نتجت عن مقارنة ليس لها أساس بين المبتدأ المؤول من أحرف مصدرية وما بعدها وبين الخبر الجار والمجرور.

### نصب المبتدأ
يُنصَب المبتدأ في حالات استثنائية، وذلك عندما يدخل على الجملة الاسمية حرف ناسخ من أخوات إنَّ أو عندما تدخل عليها لا النافية للجنس، وعلى عكس عندما يُجَر المبتدأ بأحرف الجر الزائدة أو شبه الزائده فعندما يُنصب المبتدأ في هذه الحالات فإنَّه لا ينصب فقط من ناحية اللفظ بل وينصب محلاً أيضاً، فيتغيَّر موقعه الإعرابي من كونه مبتدأ مرفوع إلى اسم منصوب لأخوات إنَّ أو للا النافية للجنس.

## المبتدأ والجملة الاسمية

### موقعه في بداية الجملة
الأصل أنْ يأتي المبتدأ في أول الجملة الاسمية ولا يسبقه أيُّ لفظ، ويُستثنى من ذلك عدد من الحروف التي لها الصدارة في الكلام وبعضها يتصل بأوَّل المبتدأ، ومن هذه الحروف لام الابتداء المفتوحة، مثل: «لَسَمَاءٌ صَافِيَةٌ أَجمَلُ مِن مُغَيِّمَةٍ» أو أحد حروف النفي، مثل: «مَا السَّمَاءُ صَافِيَةٌ اليَومَ» أو أحد حروف الاستفهام، مثل: «هَلِ السَّمَاءُ مُمطِرَةٌ غَداً؟». وقد يسبق المبتدأ حرف جرٍّ زائد أو شبه زائد، مثل: «بِحَسبِكَ درهمٌ» أو «رُبَّ كِتَابٍ قَصِيرٍ مُفِيدٌ». وحروف النفي أو الاستفهام لا تؤثر إطلاقاً على إعراب المبتدأ، أمَّا حروف الجر الزائدة وشبه الزائدة فتعمل على جرِّ المبتدأ في اللفظ وتشغل حركة آخره بالكسرة أو ما ماثلها، ولكنَّه في المحلِّ يظل مرفوعاً (أنظر: جرُّ المبتدأ في اللفظ). وقد يسبق المبتدأ معمول الخبر فيتقدَّم عليه، مثل: «كِتَاباً مُحَمَّدٌ قَرَأَ»، حيث «كِتَاباً» مفعول به للفعل «قَرَأَ» متقدِّم على المبتدأ «مُحَمَّدٌ»، ويجوز هذا الأمر بإجماع جمهور نحاة البصرة، أمَّا الكوفيون فذهبَ أغلبيتهم إلى منع تقديم معمول الخبر على المبتدأ، فيما أجاز بعضهم هذا الأمر مثل ابن هشام الأنصاري، وأجاز الكسائي تقديم معمول اسم الفاعل على المبتدأ ولكنَّه اختار المنع عندما يكون الخبر جملة فعلية.
قد يتقدَّم الخبر على المبتدأ، وهو ما سيفقد المبتدأ موقعه في أول الجملة الاسمية، مثل: «فَوقَ الشَّجَرَةِ طَائِرٌ»، ولهذا التقديم أحكام وقواعد تضبطه وشروط يجب توفّرها، لأنَّ الأصل أن يتقدَّم المبتدأ على الخبر، لأن المبتدأ في المعنى هو المحدّث عنه والخبر هو المحدّث به، ويجب تقديم ما يدور الحديث حوله على ما يتعلّق به من أحداث أو أوصاف. وحتى إذا تأخَّر المبتدأ عن الخبر من ناحية اللفظ، فيظلُّ مقدَّماً على الخبر من ناحية الرتبة والدور القيادي والمحوري في الجملة.
وفي الغالب يكون تقديم الخبر جائزاً، ومن حق المتكلم الاختيار بين تقديمه أو الإبقاء على رتبته الطبيعية، ما لم تلزم حالات بعينها تقديم الخبر أو تقديم المبتدأ. وهناك من النحاة من يرى أنَّ الخبر يجوز تقديمه على المبتدأ في حالة واحدة فقط، وذلك إذا كان الخبر شبه جملة والمبتدأ اسم مُعرَّف، وعدا هذه الحالة فإما يُوجَب تقدُّمه أو تأخُّره عن المبتدأ. وإذا وجب تقديم المبتدأ سيجب عندها تأخير الخبر وبقاءه في موقعه الأصلي، وإذا وجب تقديم الخبر سيتغير موقع المبتدأ وسيترك موقعه المتصدر في الجملة. ويذكر النحاة حالات يوجب فيها تقدّم المبتدأ على الخبر، وبالتالي فالمبتدأ يلزم موقعه في بداية الجملة، وهذه الحالات هي:
1. عندما يكون المبتدأ من الأسماء التي لها الصدارة في الجملة، ومن هذه الأسماء أسماء الاستفهام، مثل: «مَتَى صَلَاةُ المَغرِبِ». و«مَا» التعجبية في أسلوب التعجب من صيغة «مَا أَفعَلَهُ»، مثل: «مَا أَروَعُ الشِّعرَ»، فلا يجوز تأخير مَا التعجبية على ما بعدها. و«كَم» الخبرية، مثل: «كَم كِتَابٍ لِي». وضمير الشأن، مثل: «قُلْ هُوَ اللَّهُ أَحَدٌ». ويُوجَب تَقدُّم المبتدأ أيضاً إذا كان اسماً موصولاً اتصل بخبره فاء زائدة، مثل: «الَّذِي يَملِكُ المَعرِفَةَ فَلَهُ القِدرَةُ عَلَى التَّطبِيقِ»، فلا يقال: «فَلَهُ القِدرَةُ عَلَى التَّطبِيقِ الَّذِي يَملِكُ المَعرِفَةَ».[44][45][46][47] ولا يقتصر وجوب تقديم المبتدأ عندما تكون الصدارة له فحسب، فيجب تقديمه على الخبر عندما يقترن بما له الصدارة، مثل لام الابتداء، فلا يتقدَّم الخبر عليه، مثل: «لَكِتَابٌ قَصِيرٌ أَفضَلُ من كِتَابٍ طَوِيلٍ»، فلا يقال: «أَفضَلُ من كِتَابٍ طَوِيلٍ لَكِتَابٌ قَصِيرٌ». ويجب تقديم المبتدأ عندما يضاف إلى ما له الصدارة في الكلام، مثل: «حِذَاءُ مَن هَذَا»، فلا يقال: «هَذَا حِذَاءُ مَن». ويجب كذلك تقديم المبتدأ إذا كان مشبهاً باسم شرط له الصدارة في الكلام، مثل «كُلّ» في جملة مثل: «كُلُّ عَمَلِ تَعمَلُهُ تُحَاسَبُ عَلَيهِ».[48]
2. يجب تقديم المبتدأ إذا كان تأخّره عن الخبر سيحدث لبساً بينه وبين الفاعل، وذلك عندما يكون الخبر جملة فعلية فاعلها هو ضمير مستتر عائد على المبتدأ، مثل: «عَلِيٌّ ذَهَبَ» حيث «عَلِيٌّ» هنا مبتدأ، والجملة الفعلية المكونة من الفعل «ذَهَبَ» وفاعله المستتر خبر للمبتدأ السابق ذكره. وتقديم المبتدأ في هذه الحالة واجب، لأنَّ تأخّره سيجعل منه فاعلاً، فتكون الجملة على النحو: «ذَهَبَ عَلِيٌّ».[44][45] وتجدر الإشارة إلى أنَّ جماعة من النحاة ترى أنَّ «عَلِيٌّ» مقدماً على خبره هو أيضاً فاعل، وبهذا لا يكون «عَلِيٌّ» مبتدأ أصلاً، ويقول بهذا الرأي من يسمح بتقدّم الفاعل على عامله، ويُنسب هذا الرأي عادة إلى المدرسة الكوفية في النحو (انظر: الخلاف حول تقدم الفاعل على عامله).
3. ويجب تقديم المبتدأ على الخبر عندما يحدث لبس بينهما، مثل: «كِتَابِي كِتَابُكَ».[45] فلا يمكن تمييز المبتدأ من الخبر في المثال السابق، فوُجِب اعتبار الاسم الأول المبتدأ والمتأخر هو الخبر، لأنَّ المتكلم إذا أراد الإخبار عن أمرٍ ما بدأ به، فإذا أردتُ الإخبار عن «كِتَابِي» بدأتُ الجملة به.[46] ويجب تقديم المبتدأ عندما يكون كلٌّ من المبتدأ والخبر اسم معرفة.[ملاحظة:4] سواءً تساوت رتبتهما، مثل: «مُحَمَّدٌ مُعَلِّمُنَا» أو اختلفت، مثل: «الكَاتِبُ مُحَمَّدٌ». فالأشهر اعتبار الاسم الأول مبتدأ والمتأخر خبر، وذلك عندما لا يكون هناك قرينة أو دليل يمكن بواسطته تمييز المبتدأ من الخبر. ويمكن وفقاً لرأي آخر اعتبار أيًّ منهما مبتدأ أو خبر، وغيرهم يجعل الاسم المشتق هو الخبر سواء تقدّم أو تأخر. ويُستثنى من هذه القاعدة التشبيه المعكوس للمبالغة، مثل: «جَبَلُ أُحُدٍ حَسَنَاتُكَ» حيث يُوجب اعتبار الاسم المتأخّر هو المبتدأ، مراعاةً للمعنى لأنَّ أصل الجملة على النحو: «حَسَنَاتُكَ كَجَبَلِ أُحُد».[49] ويجب اعتبار الاسم الأول هو المبتدأ عندما يكون كلٌّ من المبتدأ والخبر اسم نكرة يصحُّ الابتداء به. وإذا كان الاسم الأول معرفة والاسم المتأخر نكرة، يجب اعتبار الأول مبتدأ والآخر خبر، مثل: «الهَوَاءُ نَقِيٌّ». أمَّا إذا كان الاسم الأول نكرة والثاني معرفة، فاتفق النحاة على اعتبار الأول خبر والثاني مبتدأ، مثل: «نَقِيٌّ الهَوَاءُ». أمَّا إذا وُجِدَ مسوّغ للابتداء باسم نكرة، فأوجب سيبويه اعتبار اسم النكرة ليكون المبتدأ، بينما ذهب جمهور النحاة إلى إبقاء الاسم النكرة باعتباره خبر مقدم، وأجاز ابن هشام اعتباره مبتدأ أو خبر.[44][49][50] ويرى جماعة من النحاة، منهم ومن المعاصرين إبراهيم السامرائي، أنَّ المبتدأ من بين الاسمين الملتبس بينهما هو ما كان معروفاً لدى المخاطَب، والخبر هو ما يجهله المخاطَب وأراد المتكلِّم أن يُخبِره عنه، وسياق الكلام وموضع الجملة الاسمية فيه هو ما يميز أيّ منهما المبتدأ وأيّهما الخبر، فإذا جيء بالجملة الاسمية «زَيدٌ أخِي» منفردة في غير سياقها لا يمكن تمييز المبتدأ من الخبر، أمَّا إذا وُضِعَت في سياقها الذي يقضي مثلاً بعِلم المخَاطَب أنَّ لدى المتكلِّم أخٌ ولكنَّه لم يعلم هويته، في هذه الحالة يكون «أخِي» مبتدأ مؤخَّر و«زَيدٌ» خبر مُقدَّم، إذا أخذنا في الاعتبار أنَّ المتكلِّم أراد أن يُخبر عن هوية أخيه.[51]
4. يجب تقديم المبتدأ عندما يقع الحصر على الخبر، مثل: «إِنَّمَا الشَّمسُ تَطلَعُ مِنَ الشَّرقِ».[44][45] ولا يكون الحصر بـ«إِنَّمَا» فقط، فقد يكون بغيرها من أدوات الحصر، مثل: «مَا أَنَا إِلَّا عَامِلٌ».[46] ولا يجوز تقديم الخبر في هذه الحالة لأنَّ الحصر عندها سيقع على المبتدأ بدلاً من الخبر، فلا يجوز تأخير المبتدأ على النحو: «إِنَّمَا تَطلَعُ مِنَ الشَّرقِ الشَّمسُ». لأنَّ المعنى عندها سيتغيّر، من الدلالة على أنَّ الشمس لا تطلع إلا من الشرق ولا تطلع من جهة أخرى، إلى الدلالة على أنَّ الشمس هي الوحيدة التي تطلع من الشرق ولا يطلع شيء غيرها من تلك الجهة.[ملاحظة:3]
5. يرى بعض النحاة أنَّ المبتدأ يُقَدَّم وجوباً إذا كان ضميراً منفصلاً للمتكلِّم أو المخاطب، وكان الخبر اسماً موصولاً أو نكرةً موصوفة، مثل: «أَنَا الَّذِي كَتَبَ عَلَى الجِدَارِ» أو «أَنتَ رَجُلٌ يَكرُمُ». وذهب نحاة آخرون إلى إجازة هذا الأمر، مثل الكسائي، فيجوز القول: «الَّذِي كَتَبَ عَلَى الجِدَارِ أَنَا» أو «رَجُلٌ يَكرُمُ أَنتَ».[52]
6. نقلَ أبو حيان الغرناطي عن ابن هشام الأنصاري أنَّه منع تقدُّم الخبر على المبتدأ عندما يكون الخبر كلمة «وحده»، أمَّا جلال الدين السيوطي فنقل عنه المنع في موضع والجواز في موضع آخر.[39]

### أغراض تقدُّم المبتدأ على الفعل
ذُكِرَ في المواضع السابقة أنَّ المبتدأ يُقَدَّم وجوباً عندما يكون خبره جملة فعلية، وذلك لمنع الالتباس بينه وبين الفاعل، وتتحقق عدة أغراض بهذا التقدم. فإذا قيل: «كَتَبَ الكَاتِبُ» كان «الكَاتِبُ» فاعل، وبتقديم «الكَاتِبُ» على فعله يصير مبتدأ بعد أن كان فاعلاً، وهذا التقديم والتغير في الجملة تتحقق من وراءه أغراض معنوية كثيرة أشار إليها البلاغيون. وعندما يكون المسند إليه واحداً من الاسمين «مِثلُ» أو «غَيرُ»، فإنَّ الأكثر بلاغة التقديم، مثل: «مِثلُكَ لَا يَأتِي هُنَا» أو «غَيرُكَ حَضَرَ المَهرَجَانَ»، ويقدَّم هذين الاسمين لغرض الكناية عن الفرد ومن يماثله في صفة أو منزلة. ويُقَدَّم المسند إليه بشكل عام عندما يكون اهتمام المتكلِّم والمخاطب منصبّ حوله، ومن أغراض تقديم المسند إليه على الفعل، بحيث يكون المسند إليه مبتدأ، ما يأتي:
1. التخصيص والحصر. فعندما تقول: «أَنَا كَتَبتُ» فإنَّ متلقِ الفائدة يميل إلى الاعتقاد بأنَّك أنت وحدك الذي كتب، على الأقل في نطاق ما يدور حوله الحديث وما يهمّ المتكلم والمخاطب، على عكس إذا قلتَ: «كَتَبتُ أَنَا» فنفهم من هنا أنَّكَ أنت كتبتَ شيئاً، مع عدم حصر الكتابة عليك فقط وإمكانية أن يكون هناك شخص آخر قد شاركك الكتابة. وقد يتقدَّم المبتدأ لغرض التخصيص، مثل: «سَعِيدٌ جَاءَ»، كأن تكون هناك فكرة غير صحيحة لدى المخاطب أنَّ صالحاً هو الذي جاء مثلاً وليس سعيد، فيُقدَّم المبتدأ لتخصيص سعيد بالفعل وأيضاً لإزالة اللبس الموجود. أمَّا إذا لم يتقدم المبتدأ وقيل: «جَاءَ سَعِيدٌ»، فيكون الإخبار عن سعيد إخباراً ابتدائياً وذهن المخاطب غير موجه لجهة بحدِّ ذاتها، مما يفسح المجال ليكون صالح قد جاء فعلاً. والملاحظ أنَّ الأسلوبين كلاهما صحيحان، إلا أنَّ أحدهما أكثر دقة في إبراز المعنى من الآخر.
2. إزالة الشكوك حول صحة واقعة أو حقيقة. كأن يقال: «النَّجَّارُ يَطرِقُ البَّابَ» عندما تدور هناك شكوك ما حول هوية الطارق وما إذا كان هو الحداد أم لا، فتقديم المبتدأ في الجملة السابقة فيه تأكيد على أنَّ الحداد يطرق الباب، وليس الغرض من التقديم حصر الطرق عليه أو تخصيصه به وإنَّما الغرض من التقديم يكتفي بالتأكيد على أنَّ الحداد يطرق الباب فعلاً لمن يشك في هذه الحقيقة.
3. تعجيل الأنباء الجيدة والسيئة. مثل: «سَيَّارَتُكَ عُثِرَت»، لمن سُرِقت سيارته أو ضاعت. ومثل: «سَيَّارَتُكَ سُرِقَت».
4. يُقَدَّم المبتدأ لغرض تعظيمه أو تحقيره. فيقال: «اللَّهُ أَوجَدَ كُلَّ مَوجُودٍ» أو «الأَبلَهُ أَضَاعَ الوَثِيقَةَ».
5. يُقَدَّم المبتدأ إذا أُخبِر عنه بما ليس من صفاته المعتادة، للتعجب والتأكيد على غرابة الموقف. مثل: «البَقَرَةُ تَكَلَّمَت».
6. لتبيين الجنس أو العدد. وذلك عندما يكون المبتدأ نكرة، فيقال: «رَجُلٌ يَزُورُ القَبرَ»، إذا كان المخاطب يعلم أنَّ شخصاً ما قد حضر، ولكن لا يعلم جنسه، فيقدم المبتدأ للتأكيد على الجنس. والمثل يقال إذا قُصِد تبيين العدد، أي أنَّ من حضر هو رجل واحد فقط، وليس رجلان أو رجال.
7. نفي الحكم عن المبتدأ مع إثباته لغيره. فعندما نقول مع تقديم المسند إليه: «مَا صَالِحٌ ضَرَبَ زَيداً»، النفي يكون واقع على صالح، مع إثبات أنَّ هناك شخص ما قام فعلاً بضرب زيد، بمعنى: «ليس صالح هو الذي ضرب زيد، ولكنَّه شخص آخر». أَمَّا إذا قيل: «مَا ضَرَبَ صَالِحٌ زَيداً» فإنَّ المعنى يختلف عن السابق، فالنفي هنا واقع على صالح أيضاً، ولكن بدون إثبات أو نفي أنَّ هناك من ضرب زيد أم لا. والأمر نفسه تقريباً ينطبق على الاستفهام عندما يقال: «أَصَالِحٌ ضَرَبَ زَيداً؟»، فإنَّ الاستفهام يكون حول هوية الضارب مع إثبات حدوث الفعل أي الضرب، أمَّا عند تأخُّر المسند إليه فإنَّ الاستفهام يقع حول ما إذا حدث الفعل أم لا، مثل: «أَضَرَبَ صَالِحٌ زَيداً؟» مع اقتران الفعل بالمسند إليه فقط، بحيث لو كان لغيره تكون الإجابة بالنفي.

### اشتمال الجملة الاسمية على أكثر من مبتدأ
قد يحدث في بعض الأحيان أن يكون الخبر هو جملة اسمية بحد ذاتها تدخل ضمن نطاق جملة اسمية أخرى تشملها، وهو ما سيؤدي إلى وجود مبتدءان في الجملة الشاملة، مثل: «الطِيورُ صَوتُ غنَائِهَا بَدِيعٌ». فالمبتدأ الأول هو ما يدور الحديث حوله في الجملة الشاملة ويُعتبر الركن الأول منها، وفي حالة المثال السابق سيكون المبتدأ الأول هو «الطِيورُ»، أمَّا عن المبتدأ الآخر فهو المبتدأ في الجملة الاسمية التي تشكل خبر المبتدأ الأول، و«صَوتُ» هو المبتدأ الثاني في المثال السابق.
قد يتكرّر المبتدأ بلفظه لغرض التهويل والتفخيم، ويكثر استعمال هذا الأسلوب في القرآن الكريم، مثل: ﴿الْحَاقَّةُ ۝١ مَا الْحَاقَّةُ ۝٢﴾ [الحاقة:1–2] أو ﴿الْقَارِعَةُ ۝١ مَا الْقَارِعَةُ ۝٢﴾ [القارعة:1–2] أو ﴿وَأَصْحَابُ الْيَمِينِ مَا أَصْحَابُ الْيَمِينِ ۝٢٧﴾ [الواقعة:27]. ويأتي أيضاً للدلالة على الشهرة أو بقاء الشيء على حاله دون تغيّر، فيقال: «حُنَيفَةٌ حُنَيفَة» أي حنيفة هو ذاته حنيفة الذي عَرَفتَه، أو حنيفة هو ذاته حنيفة المشهور أو المعروف. ويأتي لفظ المبتدأ المُكرَّر في الخبر ليكون الرابط بين ركني الجملة الاسمية، وفي الجمل التي يتكرر فيها المبتدأ لغرض التهويل والتفخيم أو غيره لا ضرورة تقتضي وجود رابط بين جملة الخبر وبين المبتدأ، ولا ينطبق هذا على كل جملة يكون فيها الخبر جملة اسمية، ففي العادة تتضمن جملة الخبر الاسمية ضمير يعود على المبتدأ، غير أنَّ هذه القاعدة تسقط عندما يتكرر المبتدأ بنفس اللفظ والمعنى في الخبر ليحقق أي من الأغراض البلاغية السابقة.

## التعريف والتنكير

### تعريف المبتدأ
المبتدأ في معظم الأحيان يكون اسماً مُعرّفاً، كما سبق من الأمثلة الكثير، والأصل أن يكون كذلك إلا أنَّه في بعض الأحيان الأخرى وتحت أوضاع وشروط معينة يصح أو يوجب الابتداء باسم نكرة. وفي مقابل تعريف المبتدأ فإنَّ الأصل في الخبر التنكير، ولكن يصح الإتيان به معرَّفاً، وإذا حدث أن كان المبتدأ اسم نكرة، فيمنع في هذا الحالة أن يُؤتى بالخبر معرَّفاً، وإذا وُجِدَ في الجملة الاسمية اسمان أحدهما مُعرَّف والآخر مُنَكَّر وُجِب اعتبار الاسم المعرف مبتدأ. ويكون المبتدأ اسماً معرفاً لأنَّه مُحدث عنه، والمحدث عنه يجب أن يكون معلوماً معروفاًُ بين المتَكلِّم والمخاطب حتى يصحُّ التحدث عنه وحتى يصبح للحديث معنى أو فائدة يستوحيها منه طرفي الحديث، فالحديث عن أمر مجهول لا فائدة ترجى منه، ولا يصحُّ الابتداء بالنكرة لأنَّها لا تدلُّ على معنى محدد يميّزه السامع فيتعرف عليه ويتلقى الفائدة، إذاً فمَنعُ الابتداء بالنكرة مقرون بعدم إفادتها معنى معين، فإنْ أفادت تحت أوضاع وظروف محددة يصحُّ الابتداء بها. ومعنى الفائدة أن تكون الجملة التي مبتدأها اسم نكرة قابلة للاستعمال في الحديث الروتيني، ويمكن للمخاطب أن يستوعبها ويفهم معانيها.

### الابتداء بالنكرة
| لم يشترط سيبويه والمتقدمون لجواز الابتداء بالنكرة إلا حصول الفائدة، ورأى المتأخرون أنَّه ليس كل أحد يهتدي إلى مواضع الفائدة، فتتبعوها، فمن مُقِلٍّ مُخِل، ومن مُكثِرٍ مُورِدٍ ما لا يصح، أو مُعَدِّدٍ لأمور متداخلة. |
| —الأشموني |

وقد سجَّل النحاة أكثر من ثلاثين موضعاً يصحُّ فيه الابتداء بالنكرة، والبعض جعلها أكثر من أربعين موضعاً، حتى قيل أنَّ المُلكة وموافقة السليقة واللسان العربي بشكل عام هو المطلوب ليكون المبتدأ نكرة، وقال بذلك سيبويه الذي اشترط حصول الفائدة لجواز الابتداء بالنكرة. ومع ذلك لم يجد النحاة بأساً في عرض كثير من تلك المواضع لما في ذلك من مرانة وإطلاع، وأيضاً لتكون مرجعاً لمن لا يثق بسليقته واستقامة عربيته. ومعظم هذه الحالات تعود في النهاية إلى دلالة النكرة على العموم أو الخصوص. وفي سبيل توثيق كلِّ مواضع الفائدة كَثُرَ الخلاف وعَظِمَ بين النحاة المجتهدين، غير أنَّ هناك مواضع استقرَّ عليها جمهور النحاة، وتكرَّرت بينهم على اختلاف آرائهم وتوجهاتهم النحوية، ومن أكثر هذه الحالات شيوعاً:[ملاحظة:2]
1. إذا كان الخبر شبه جملة مفيدة متقدمة على المبتدأ، سواءً كانت شبه الجملة من الجار والمجرور، مثل: «فِيِ المُحِيطَاتِ حَيَاةٌ». أو من ظرف ومضاف إليه، مثل: «فَوقَ الشَجَرَةِ طَيرٌ».[68][69] وبعض النحاة يجعل الخبر من الظرف فقط، وليس شبه الجملة من الظرف والمضاف إليه.[5][62] ويصحُّ في بعض الأحيان الابتداء بالنكرة إذا كان الخبر جملة كاملة الأركان متقدمة على المبتدأ، مثل: «آلَمَكَ عِتَابُهُ صَدِيقٌ».[70]
2. إذا كانت النكرة موصوفة، مثل: «طَيرٌ جَمِيلٌ يُحَلِّقُ عَالِياً».[68][69] وقد يكون النعت تقديريّاً، مثل: «امتِحَانٌ أَسهَلُ مِن امتِحَانَينِ» وتقدير النعت المحذوف: «امتِحَانٌ وَاحِدٌ أَسهَلُ مِن امتِحَانَينِ».[9][71] ويُشترط في الوصف أن يكون وصفاً مخصِّصاً ليصحَّ الابتداء بالاسم النكرة الموصوف قبله، فإن لم يكن الوصف مخصصاً لم يصح الابتداء بالنكرة، فلا يقال: «دَرسٌ مِنَ الدُّرُوسِ دَرَستُهُ».[67] وقد يحدث أحياناً أن يُحذف المبتدأ النكرة ويبقى النعت ظاهراً دالاً على المبتدأ المحذوف، ويكثر هذا في الأمثلة التي يكون فيها المبتدأ معروف مشهور، مثل: «مُثقَلٌ استَعَانَ بِذَقنِهِ» ويطلق المثل على من يعتمد ويستعين بمن هو أضعف منه وأقلُّ قدرة، وأصل المثل: «بَعِيرٌ مُثقَلٌ استَعَانَ بِذَقنِهِ»، لأنَّ البعير إذا لم يستطع جسمه النهوض بالثقل استعان بذقنه أي بما هو أضعف.[21]
3. إذا كانت النكرة مضافة، مثل: «ثَورَةُ الشَّعبِ أَطَاحَت بِالطَّاغِيَةِ».[68][69] فبالإضافة تكون النكرة قد أفادت وأصبحت أقرب إلى التعريف.[9] ولا يشترط أن تكون الإضافة ظاهرة، فقد تكون تقديرية، مثل: «سَلَامٌ عَلَيكَ» وتقدير الجملة بعد إظهار المضاف إليه: «سَلَامُ اللَّهِ عَلَيكَ».[62][72] وبعض النحاة يجد أنَّ المبتدأ النكرة هو في الواقع مُعَرَّفاً إذا أُضيف إلى اسم معرفة، فيكون المبتدأ في المثال السابق مُعَرَّف بالإضافة وليس اسم نكرة، ووفقاً لمن يأخذ بهذا القول فإنَّ الابتداء بالنكرة في هذه الحالة سيقتصر فقط عندما يضاف المبتدأ النكرة إلى اسم نكرة آخر، مثل: «كَلبُ شَخصٍ عَضَّنِي».[73][74]
4. إذا جاء اسم النكرة دَالّاً على العموم، مثل: «كُلٌّ يَحتَرِمُ الشُّجَاعَ».[68][69] ويرى البعض أنَّ النكرة هنا ليست دالّة على العموم وإنَّما هي مخصوصة بالإضافة المعنوية، فكأنَّ قائل الجملة السابقة عنى بقوله: «كُلُّ أحَدٍ يَحتَرِمُ الشُّجَاعَ» وتخصيص النكرة بالإضافة في هذه الحالة هو السبب للابتداء بها وليس دلالتها على العموم.[71]
5. إذا سُبِقَ المبتدأ بأداة نفي أو استفهام، مثل: «هَل مِثَالِيَّةٌ وُجِدَت مِن قَبلِ؟» أو «مَا مِثَالِيَّةٌ وُجِدَت مِن قَبلِ».[68][69] وعلة الابتداء بالنكرة في هذه الحالة هو دلالتها على العموم.[75]
6. عندما يَعمَل المبتدأ عمل الفعل، فيرفع فاعلاً وينصب مفعولاًُ، مثل: «ضَربٌ المُعَلِّمُ تَلمِيذَهُ مَكرُوهٌ» فالمبتدأ هنا هو المصدر العامل عمل فعله «ضَربٌ»، حيث رفع «المُعَلِّمُ» فاعلاً ونصب «تَلمِيذَ» مفعولاً به. وقد يكون المبتدأ اسم فاعل أو اسم تفضيل نكرة، وغيرهما من الأسماء المشتقة العاملة عمل أفعالها.[68][69][76]
7. إذا جاءت النكرة بعد حرف الجرٍّ الزائد «رُبَّ»، مثل: «رُبَّ عِلمٍ يَنفَعُ».[77] ويرى بعض النحاة أنَّ المبتدأ يكون نكرة إذا سُبق بأي حرف جر زائد، وليس «رُبَّ» بالتحديد، مثل: «بِحَسبِكَ كُرمُ أَحمَدِ».[69]
8. إذا كانت النكرة مُبهمة يصحُّ الابتداء بها، كأن تكونَ اسماً من أسماء الشرط أو من أسماء الاستفهام. مثل: «مَنْ يَصدِقُ فِي قَولِهِ يَصدِقُ فِي عَمَلِهِ» أو «مَنْ أَنتَ؟». وذلك لأنَّ أسماء الشرط والاستفهام أسماء مُنَكَّرة ولا تُعَرَّف على الإطلاق. وتقع «مَا» التعجبية في محل رفع مبتدأ لنفس السبب أيضاً، مثل: «مَا أَجمَلَ كَلَامَكَ».[76][77]
9. اِذا جاءت النكرة بعد «إِذَا» الفجائية، مثل: «خَرَجتُ فَإِذَا رَجُلٌ يُكَلِّمُنِي» أو «لام الابتداء»، مثل: «لَصَدِيقٌ خَيرٌ مِن عَدُوِّ» أو «كَمْ» الخبرية، مثل: «كَم مُحَاضَرَاتٌ حَضَرتُهَا ولَم اَستَفِد مِنهَا كَثِيراً»، أو «فَاءِ» الجزاء، مثل: «» أو «لَولَا»، مثل: «لَولَا قَانُونٌ لَعَمَّتِ الفَوضَى البِّلَادَ».[78][79][80] و«كَم» في المثال السابق هي مفعول مطلق واجب التقديم، وأصل الجملة: «مُحَاضَرَاتٌ كَم حَضَرتُهَا حَضرَةً».[81]
10. إذا جاءت النكرة مصغّرة، مثل: «شُجَيرَةٌ نَبَتَت».[82] ويرى بعض النحاة أنَّ السبب الكامن خلف الابتداء بالاسم المُصَغَّر مُنكَّراً هو أنَّ الاسم المصغر في الأصل اسم طبيعي موصوف بالصُغر، أي موصوف بلفظ «صَغِير»، فكأنَّ قائل الجملة السابقة عنى بقوله: «شَجَرَةٌ صَغِيرَةٌ نَبَتَت»، ووصف الاسم النكرة هو العلة الأصلية في الابتداء به.[70]
11. إذَا دَلَّت النكرة على الدعاء، مثل: «وَيلٌ لِلمُعتَدِينِ».[82] أو إذا دلَّت على التعجب، مثل: «عَجَبٌ لرَجُلٍ يُحِبُّ الكَذِبَ».[83]

نقل البطليوسي عن الفراء أنَّه يجيز الابتداء بالنكرة على الإطلاق، ولم يضع قيوداً أو شروطاً للابتداء بها.
يختصر عدد من النحاة الحالات السابقة في حالتين فقط، فيجوز الابتداء بالنكرة وفقاً لمذهبهم إذا دلّت النكرة على الخصوص أو إذا دلّت على العموم. فدلالتها على الخصوص يجعلها قريبة من التعريف، وقربها هو العلة في جواز الابتداء بها. ودلالتها على العموم هو في الأصل دلالتها على جميع أفراد الجنس الذي دلّت عليه، فيجعلها هذا قريبة من الاسم المعرف بأل الجنسية. وجميع الحالات المذكورة سابقاً تؤول في النهاية إلى أحد الأمرين، فوصف النكرة أو إضافتها أو الإتيان بها مصغرة يجعلها مخصوصة، وكونها اسم استفهام أو اسم شرط أو مجيئها بعد أداة استفهام أو نفي أو وقوعها بعد فاء الجزاء أو كم الخبرية أو حرف الجر رُبَّ يجعلها مُعمّمة. ويكتب يوسف الصيداوي أنَّ جميع الحالات التي يكون فيها المبتدأ نكرة تُرَدُّ إلى حالتين فقط، فإمَّا يكون المبتدأ النكرة منعوت نعت ظاهر أو تقديري، أو أن يكون المبتدأ النكرة مضاف إضافة ظاهرة أو تقديرية. ففي جملة مثل: «وَيلٌ لَهُ» أو «سَلَامٌ عَلَيكَ» علة الابتداء بالنكرة في المثال الأول هو كونه منعوت نعتاً خفيّاً تقديره: «وَيلٌ عَظِيمٌ لَهُ»، وفي المثال الثاني إضافته إلى لفظ غير ظاهر تقديره: «سَلَامُ اللَّهِ عَلَيكَ».

## حذف المبتدأ

### الحذف على وجه الجواز
لا يُحذف شيءٌ في اللغة العربية وفقاً لجمهور النحاة، إِلَّا في حالات استثنائية يحدّدها النحويون، غير أَنَّ جزءاً من الكلام قد يُخفى إذا ذُكِرَ من قبل بحيث يصير من العبث إعادة ذكره، وهو ما يُسَمِّيه بعض النحاة حذفاً، ويشترط في ذلك ألَّا يحدث أي لبس في المعنى، مثل: «فَوقَ الطَّاوِلَةِ» جواباً لمن يسأل «أَينَ القَلَمُ؟»، فحُذِفَ المبتدأ لوجود قرينة معنوية تدلُّ عليه. وفي مقابل إمكانية الحذف فيمكن كذلك إظهار المبتدأ الممكن حذفه، فيجوز القول: «القَلَمُ فَوقَ الطَّاوِلَةِ» جواباً على السؤال السابق. ويَكثُر حذف المبتدأ في العناوين، كعناوين الكُتب أو الصحف أو الشركات أو المنظمات أو المنشئات وغيرها، وعادة ما يُقدر المبتدأ المحذوف اسمَ إشارة للمذكر أو المؤنث، ومثل العناوين محذوفة المبتدأ لافتة في واجهة مبنى مكتوب عليها: «مَركَزُ الشُّرطَةِ»، والتقدير قبل حذف المبتدأ «هَذَا مركز الشرطة». ويَكثر حذف المبتدأ أيضاً في جملة جواب الاستفهام، مثل: «فِي البَيتِ» جواباً لمن يسأل: «أَينَ مُحَمَّدٌ؟»، حيث شبه الجملة «فِي البَيتِ» خبر لمبتدأ محذوف تقديره «مُحَمَّدٌ»، وتقدير الجملة قبل حذف المبتدأ: «مُحَمَّدٌ فِي البَيتِ». ويُحذف المبتدأ إذا وقع بعد فاء الجواب، مثل: «إِذَا صَلَّى الإِمَامُ فَفِي المَسجِدِ»، وتقدير الجملة قبل حذف المبتدأ: «إِذَا صَلَّى الإِمَامُ فَصَلَاتُهُ فِي المَسجِدِ». ويُحذَف المبتدأ بعد القول، مثل: «قَالُوا: أَسَاطِيرُ الأَوَّلِين» والتقدير قبل حذف المبتدأ: «قَالُوا: هِيَ أَسَاطِيرُ الأَوَّلِين». ويُحذَف المبتدأ إذا كان الخبر بمعنى صفة له، مثل: «التَّائِبُونَ العَابِدُونَ» والتقدير: «هُمُ التَّائِبُونَ العَابِدُونَ». ولا يشترط أن يبقى الخبر مذكوراً بعد حذف المبتدأ، فقد يحذف كلاهما، فيقال مثلاً: «نَعَم» لمن يسأل «هَل مُحَمَّدٌ هُوَ المُشرِفُ؟»، والأصل أن يتبع «نَعَم» جملة اسمية أو فعلية، فيكون التقدير قبل الحذف: «نَعَم، مُحَمَّدٌ هُوَ المُشرِفُ».

### الحذف على وجه الوجوب
في جميع الحالات السابقة المبتدأ يُحذَفُ جوازاً، فبالإمكان إظهاره وبالإمكان إخفاءه، والأمرُ عائد إلى المتكلِّم فله الحريّة في حذفه أو الإبقاء عليه. غير أنَّ هناك حالات معينة يوجب فيها حذف المبتدأ ولا يصحُّ إظهاره، وهي:
1. يجب حذف المبتدأ إذا أُخبر عنه بنعت مقطوع، وهو النعت الذي يلزم الرفع مماثلةً للخبر في إعرابه ولا يتبع المنعوت، والنعت المقطوع من أساليب الاختصار في العربية، ولا يقطع النعت إلا لإفادة المدح، مثل: «رَأَيتُ الجُندِيَّ الشُّجَاعُ» أو لإفادة الذم، مثل: «رَأَيتُ المُجرِمِينَ الحُقَرَاءُ» أو الترَحُّم، مثل: «سَمِعتُ عَنِ الطِّفلَةِ المِسكِينَةُ».[90][91][92] ويعرب النعت المقطوع خبر لمبتدأ محذوف وجوباً تقديره ضمير منفصل يماثل النعت من ناحية التذكير والتأنيث ومن ناحية العدد، فيُقدَّر المبتدأ المحذوف وجوباً في الجمل السابقة على النحو: «رَأَيتُ الجُندِيَّ هُوَ الشُّجَاعُ»، «رَأَيتُ المُجرِمِينَ هُمُ الحُقَرَاءُ»، «سَمِعتُ عَنِ الطِّفلَةِ هِيَ المِسكِينَةُ».[93][94][95]
2. ويُوجب حذف المبتدأ عندما يكون خبره مخصوص بالمدح أو الذم، مؤخر عن فعلي المدح والذم، مثل: «نِعمَ العَامِلُ أَحمَدٌ» أو «بِئسَ الطَالِبَةُ فَاطِمَةٌ» حيث «أَحمَدٌ» المخصوص بالمدح و«فَاطِمَةٌ» المخصوصة بالذم خبر لمبتدأ محذوف وجوباً، تقدير المبتدأ «هُوَ» في المثال الأول و«هِيَ» في المثال الثاني، وتقدير الجملة الأولى قبل الحذف الواجب للمبتدأ: «نِعمَ العَامِلُ هُوَ أَحمَدٌ» وتقدير الجملة الثانية: «بِئسَ الطَالِبَةُ هِيَ فَاطِمَةٌ».[93][94][95]
3. عندما يكون الخبر من الألفاظ التي تدلُّ على القسم، وجواب القسم حينها سدَّ مسدَّ المبتدأ، مثل: «فِي ذِمَّتِي لَأنقُذَنَّكَ» حيث شبه الجملة «فِي ذِمَّتِي» خبر لمبتدأ محذوف وجوباً تقديره «يَمِينٌ» أو «قَسَمٌ» أو «عَهدٌ»، سدَّ مسدَّه جواب القسم وهو الجملة الفعلية «لَأنقُذَنَّكَ»، وتقدير الجملة قبل الحذف: «فِي ذِمَّتِي يَمِينٌ أَو لَأنقُذَنَّكَ». ومن الألفاظ الأخرى الدَّالة على القسم: «فِي عُنُقِي لَأَكرِمَنَّكَ كَثِيراً» بمعنى «فِي عُنُقِي قَسَمٌ لَأَكرِمَنَّكَ كَثِيراً».[89][93][94][96]
4. ويُحذف المبتدأ عندما يكون الخبر مصدراً يعمل عمل فعله، مثل: «صَبرٌ جَمِيلٌ»، وتقدير الجملة قبل الحذف: «صَبرِي صَبرٌ جَمِيلٌ». ومن مثل هذا أيضاً: «سَمعٌ وطَاعَةٌ»، وتقدير الجملة مع المبتدأ المحذوف وجوباً: «أَمرِيَ - أو حَالِي - سَمعٌ وَطَاعَةٌ».[93][94][96] ويثير البعض شكوكاً حول هذه النقطة باعتبار أنَّ المصدر «صَبرٌ» لم يتضمن معنى الفعل ولم يعمل عمله، كما أنَّ المصدر جاء مرفوعاً في المثالين السابقين المستشهد بهما لإثبات صحة هذه القاعدة، والمشهور أنَّ المصدر يعمل عمل فعله عندما يكون مفعولاً مطلقاً، فيكون عندها منصوباً، ويرى محمد بهجة البيطار أنَّ «صَبرٌ» هو في الأصل مصدر منصوب يعمل عمل الفعل، إلَّا أنَّه رُفِعَ للدلالة على الثبوت والدوام.[97]
5. إذا كان الخبر هو الاسم المرفوع بعد «لَاسِيَّمَا» التي تأتي بمعنى الاستثناء، فمبتدؤه محذوف وجوباً، مثل: «أَكرِم الضِّيُوفَ لَاسِيَّمَا أَحمَدٌ» والتقدير قبل الحذف «هُوَ أَحمَدٌ».[89][90]
6. عندما يجيء المبتدأ بعد مصدر يعمل عمل فعله، وتعلَّقَ بالمصدر حرف جر واسم مجرور لتبيان الفاعل أو المفعول به، مثل: «سُحقاً لَكَ» أو «تُعساً لَكَ» أو «تَبّاً لَكَ» أو «سَقياً لَكَ»، وهذه المصادر تعرب مفعول مطلق لفعل محذوف وجوباً، والجار والمجرور متعلق بمحذوف خبر لمبتدأ محذوف وجوباً تقديره «الدُّعَاءُ»، وتقدير الجملة قبل الحذف الواجب: «سَحُقَتَ سُحقاً، الدُّعَاءُ لَكَ»، أي «بَعُدَتَ بُعداً». والملاحظ أنَّ هذا التعبير يتكون في الأساس من جملتين، جملة فعلية محذوف فعلها والظاهر منها المفعول المطلق، وجملة اسمية محذوف مبتدؤها وجوباً والظاهر منها ما هو متعلق بمحذوف الخبر. والضمير الواقع بعد حرف الجر جاء لتبيان الفاعل في المثال السابق، وهو ليس في محل رفع فاعل، ولم يجز تعليق حرف الجر بالمصدر لأن تعدِّي حرف اللام يكون إلى المفعول به لا الفاعل.[98]

إذا حُذِفَ أحد ركني الجملة الاسمية ولم يُعرَف ما إذا كان الاسم الظاهر مبتدأ أو خبر، اختلف النحاة في هذه المسألة، فبينما يذهب فريق منهم إلى جعل المبتدأ هو المحذوف، ومنهم الواسطي النحوي الذي علَّلَ موقفه بكون الخبر هو موطن الفائدة في الجملة، فإنَّ فريقاً آخر يجعل المحذوف هو الخبر، ومنهم أبو طالب العبدي «لأَنَّ التجوز أواخر الجملة أسهل» حسب قوله. وفي بعض الأحيان يقع اللبس بين المبتدأ والفعل في تحديد أيَّهما اللفظ المحذوف، فيُختلف في إعراب الاسم الظاهر من كونه فاعل لفعل محذوف أو خبر لمبتدأ محذوف. ويفضِّل ابن هشام الأنصاري اعتبار المحذوف مبتدأ لأنَّ الخبر كما يقول عين المبتدأ، أي أنَّ الخبر يشارك المبتدأ في الكثير من الصفات من ناحية المدلول، مما يؤهله للقيام بدور المبتدأ أو أجزاء منه على الأقل، وعلى النقيض لا نجد مثل هذا التماثل في المدلول بين الفعل والفاعل.

## المبتدأ الوصف
المبتدأ من ناحية المسند إليه نوعان، النوع الأول والأكثر شيوعاً هو المبتدأ الذي يسند إليه الخبر، والنوع الآخر هو المبتدأ الذي يُسند إليه اسم مرفوع سدَّ مسدَّ الخبر، وذلك عندما يكون المبتدأ اسم وصف. ويشترك النوعان نحوياً في تجرُّدهما من العوامل اللفظية غير الزائدة ويشتركان كذلك في العامل في رفع كل منهما، وهو عامل «الابتداء». وفي المقابل فإنَّ النوعين يختلفان في أمور أخرى، فالمبتدأ الذي يُسند إليه الخبر يكون اسماً صريحاً أو مؤولاً بالصريح كما سبق، أمَّا المبتدأ الذي أُسند إليه فاعل أو نائب فاعل فلا يكون إلا اسماً ظاهراً، وبالتحديد اسم وصف. والمبتدأ الوصف، على عكس المبتدأ من النوع الأول، يحتاج إلى لفظ يسبقه لكي يعتمد عليه وفقاً لأغلبية النحاة، وهذا اللفظ هو إمَّا أداة استفهام أو نفي.[ملاحظة:5]
| قالوا أنَّ خبره محذوف [أي المبتدأ الوصف] لسد فاعله مسدَّ الخبر، وليس بشيء، بل لم يكن لهذا المبتدأ أصلاً من خبر حتى يحذف ويسدُّ غيره مسدَّه، ولو تكلَّفت له تقدير لم يتأتَّ، إذ هو في المعنى كالفعل. والفعل لا خبر له، فمن ثم تم بفاعله كلاماً من بين جميع اسم الفاعل والمفعول والصفة المشبهة، ولهذا أيضاً لا يُصَغَّر ولا يُوصَف ولا يُعَرَّف ولا يُثَنَّى ولا يُجمَع |
| —رضي الدين الاستراباذي شرح الرضي على كافية ابن الحاجب (92/1) |

الوصف في تعريف النحويين هو ما دلَّ على معنى محدد ودلَّ على صاحبه، والاسم الوصف يتضمَّن الأسماء المشتقة العاملة كاسم الفاعل، مثل: «قائم» والاسم المفعول، مثل: «مضروب» والصفة المشبهة باسم الفاعل، مثل: «حسن» وأمثلة المبالغة، مثل: «سميع» واسم التفضيل، مثل: «أحسن»، والاسم الجامد المؤول بالمشتق، مثل: «»، والاسم المنسوب، مثل: «قرشي». ويجب التفريق بين مصطلح الوصف ومصطلح الصفة، فالأخير هو مرادف للنعت. وليست الأسماء المشتقة هي الوحيدة التي ترفع فاعلاً أو نائب فاعل، فهناك المصدر العامل واسم المصدر وأسماء الأفعال، ولكن هذه الأسماء تحتاج إلى خبر ولا يسدُّ معمولها مسدَّه.
ويُقصد باسم الوصف الأسماء المشتقة العاملة عمل الفعل كاسم الفاعل والاسم المفعول، وهذه الأسماء لا يُسند إليها خبر وإنَّما فاعل ونائب فاعل. وهذا الأسلوب هو في الأصل أسلوب فِعلي، أي أنَّ أصل الجملة «هَل ذَاهِبٌ مُحَمَّدٌ» هو الجملة الفعلية «هَل سَيَذهَبُ مُحَمَّدٌ»، ثُمَّ قُلِب الفعل اسماً للدلالة على الثبوت، وهذا يُفسِّر رفع الأسماء المشتقة فاعلاً أو نائباً له وعدم احتياجها إلى خبر. وتظلُّ جملة اسمية الجملة المركبة من المبتدأ الوصف إضافة إلى الفاعل أو نائب الفاعل، حتى وإن كانت دلالتها على الفعلية. ومتى ما أصبح المبتدأ وصفاً ورفع فاعلاً أو نائباً للفاعل يلزم الإفراد ولا يُجمع أو يُثنى على غرار الفعل في عمله، وهو في مشابهته الفعل لا يُوصَف ولا يُصَغَّر ولا يُعَرَّف كذلك. ويُشترط في الاسم الوصف أن يكون متقدِّماً على معموله الذي سدَّ مسدَّ الخبر، أمَّا إذا تقدَّم معموله عليه فلا يكون الوصفُ مبتدأً.
والاسم المرفوع بالمبتدأ الوصف لا يكون إلا منفصلاً، سواء أكان اسماً ظاهراً أو ضميراً منفصلاً، ولا يأتي على أية صورة أخرى غير هاتين الصورتين فقط. ويرى جمهور الكوفيين أنَّ الاسم المرفوع بالمبتدأ الوصف لا يكون إلَّا اسماً ظاهراً فقط، ويمنعون مجيئه بصورة ضمير منفصل، بحجة أنَّ الاسم الوصف يُعامل معاملة الفعل، والفعل لا ينفصل الضمير عنه، فلا يقال: «مَا ذَاهِبٌ أَنتَ» لأنَّه لا يجوز القول: «مَا ذَهَبَ أَنتَ». ويُشترط في الاسم المرفوع بالمبتدأ الوصف أن يكون قادراً على أن يسدَّ مسدَّ الخبر بمفرده، أي أن يصحَّ الوقوف عنده مع اكتمال معنى الجملة وصحتها، أمَّا إذا لم يقدر على ذلك وظلَّ مفهوم الجملة ضبابي غير واضح إلى حدٍّ ما في حين اضطر موقف ما إلى تبيين الجهة المسؤولة عن الفعل بوضوح، يُلحق اسم مرفوع بعد الاسم المعمول لتوضيح أعمق وأكثر اختصاصاً لمعنى الجملة، ويتغير الإعراب ويكون الاسم المرفوع هو المبتدأ ويُسند إليه الاسم الوصف الذي يصير خبراً مقدماً، مثل: «أَمُجتَهِدٌ صَدِيقَاهُ مُحَمَّدٌ».

### شرط الاعتماد
ويَشترِط أغلبية النحاة لكي يكون المبتدأ وصفاً أن تُسبق الجملة بأداة نفي أو استفهام، وهذه هو مذهب نحاة البصرة ما عدا الأخفش، مثل: «مَا كَاتِبٌ أَنتَ مَا أَقُولُ» أو «هَل مَكتُوبٌ مَا أَقُولُ؟» حيث اسم الفاعل «كَاتِبٌ» المسبوق بأداة نفي في المثال الأول هو مبتدأ، والضمير المنفصل «أَنتَ» في محلِّ رفع فاعل سدَّ مسدَّ الخبر وأغنى عنه من ناحية اللفظ والمعنى. واسم المفعول «مَكتُوبٌ» المسبوق بأداة استفهام في المثال الثاني هو مبتدأ أيضاً، والاسم الموصول «مَا» في محلِّ رفع نائب فاعل سدَّ مسدَّ الخبر بعد أنْ كان مفعولاً به قبل حذف الفاعل. ونحو قول الشاعر:
ولا يجب أن يكون الاستفهام بالحرف كما هو في الأمثلة السابقة، فقد يكون بدون ذلك من أسماء الاستفهام أو غيرها، مثل: «مَتَى ذَاهِبٌ أَنتَ إِلى العَمَلِ؟»، «أَينَ جالسٌ الزيدان»، ولا يُشترط كذلك أن يكون النفي بالحرف فقد يأتي المبتدأ الوصف منفياً بغير ذلك، كأن يكون منفياً بالاسم، مثل: «غَيرُ مَوجُودٍ مَا ذَكَرتَهُ» وحينها سيكون معمول اسم الوصف سادّاً مسدَّ خبر الاسم الأول والوصف في المثال السابق مضاف إليه، ونحو قول الشاعر:
وقد يكون النفي بالفعل، مثل: «لَيسَ كَاذِبٌ الرَّجُلُ»، و«كَاذِبٌ» اسم ليس، و«الرجلُ» فاعل «كاذبٌ» مرفوع وقد سد مسد خبر ليس. وقد يأتي النفي كذلك من تأويل سياق الكلام وليس بالضرورة بأداة ظاهرة، مثل: «». لا يوافق نحاة الكوفة والأخفش على هذا الشرط، فهم يجيزون أن يسدَّ معمول اسم الوصف مسدَّ الخبر بغير شروط، ويستدلون فيما ذهبوا إليه بشواهد شعرية فصيحة، وضع لها البصريون استثناء من قاعدتهم ورأوا فيها خروج من المألوف لدواعٍ شعرية.[ملاحظة:6] وتوسط ابن مالك فقال: يجوز وهو قليل غير مستحسن، ونسب هذا القول إلى سيبويه.

### حالات الوصف مع مرفوعه
إذا طابق الوصف ما بعده - ما يقترن معه في الإسناد - من ناحية التثنية والجمع، وُجِبَ اعتبار الوصف خبر مُقدَّم والاسم المرفوع بعده مبتدأ مؤخَّر، مثل: «مَا ذَاهِبَانِ أَنتُمَا» أو «مَا ذَاهِبُونَ أَنتُم»، وأصل الجملتين: «مَا أَنتُمَا ذَاهِبَانِ» و«مَا أَنتُم ذَاهِبُونَ». ويجوز على لغة «أكلوني البراغيث» أن يكون الوصف مبتدأ والاسم المرفوع سدَّ مسدَّ الخبر، ولكن في الأغلب لا يؤخذ بهذه اللغة.
أمَّا إذا لَزَمَ الوصف الدلالة على الإفراد، ولم يطابق الاسم بعده من ناحية التثنية والجمع، كان الاسم الوصف مبتدأ، والاسم المرفوع بعده إمَّا يكون فاعل أو نائب فاعل وفقاً لنوع الوصف، فيكون فاعل بعد الاسم الفاعل والصفة المشبهة بالاسم الفاعل وصيغ المبالغة بينما يكون نائب فاعل بعد الاسم المفعول، مثل: «مَا ذَاهِبٌ أَنتُمَا» أو «مَا ذَاهِبٌ أَنتُم». ولا يجوز على الإطلاق اعتبار الوصف خبر مقدم، لأنَّ المبتدأ عندما يكون مثنى أو جمع، لا يأتي الخبر مفرداً.
أمَّا إذا كان كلا من الوصف والاسم المرفوع بعده اسم مفرد، مثل: «مَا ذَاهِبٌ أَنتَ» ﴿أَرَاغِبٌ أَنتَ﴾ [مريم:46]، يصحُّ الأخذ بالوجهين كليهما، فيجوز اعتبار الاسم الوصف مبتدأ والاسم المرفوع فاعل أو نائب فاعل، ويجوز كذلك اعتبار الوصف خبرًا مقدمًا والاسم المرفوع مبتدأ مؤخرًا.
إذا كان الاسم الوصف من الأسماء التي لا تثنى أو تجمع صرفياً أو لفظياً، ولكن تتغير دلالتها من الدلالة على الإفراد إلى التثنية أو الجمع مع بقاء صياغتها ملازمة صورة الاسم المفرد، يُعتبر الاسم الوصف في هذه الحالة مطابقاً الاسم المرفوع بعده في جميع الأحوال، سواء كان الاسم المرفوع مفرد أو مثنى أو جمع، وتنطبق عليهما القواعد السارية على الوصف والاسم المرفوع المتطابقَين.

## مطابقة الخبر للمبتدأ
عندما يكون المبتدأ مُذَكَّراً فيؤتى بالخبر مُذَكَّراً مطابقةً له، مثل: «أَحمَدٌ طَالِبٌ مُهَذَّبٌ». وكذا عندما يكون المبتدأ مؤنث فإنَّ الخبر يكون مؤنثاً أيضاً، فيقال: «فَاطِمَةٌ طَالِبَةٌ مُهَذَّبَةٌ». وعندما تدخل علامات التثنية أو الجمع على المبتدأ، فإنَّ الخبر يُثنَّى أو يُجمَعُ مطابقةً له بدخول علامات تثنية أو جمع عليه، فيقال: «العَامِلَانِ مُجتَهِدَانِ» أو «العَامِلُونَ مُجتَهِدُون» أو «الطَّالِبَاتُ مُجتَهِدَاتُ»، وأيضاً عندما يكون المبتدأ جمع تكسير فإنَّ الخبر يكون جمعاً كذلك، مثل: «العُمَّالُ مُجتَهِدُون». ويُستَثنَى من هذه القاعدة إذا كان الخبر اسم تفضيل نكرة أو اسماً سببياً أو مصدراً أو اسماً يتشابه فيه صيغة الجمع والإفراد. وإذا سدَّ فاعل أو نائب فاعل مسدَّ الخبر، فلا يطابق الفاعل ونائب الفاعل المبتدأ من ناحية التذكير والتأنيث أو من ناحية العدد.
إذا كان كلاً من المبتدأ والخبر اسماً مفرداً وكان المبتدأ اسم نكرة، فيوجب الإتيان بالخبر منكَّراً أيضاً مطابقة للمبتدأ، مثل: «صَدِيقٌ مُخلِصٌ أَفضَلُ مِن قَرِيبٍ لَئِيم». أمَّا إذا كان المبتدأ مُعرَّفاً فقد يكون المبتدأ نكرة أو معرفة.
غالباً ما يطابق الخبر المبتدأ من ناحية الإعراب، فيكون كلاهما مرفوعاً، وذلك عدا عدد من الحالات لا يعرب فيها المبتدأ أو الخبر بالرفع. ويحدث هذا عندما يسبق المبتدأ حرف جر زائد أو شبه زائد، فيكون عندها المبتدأ مجرور اللفظ مرفوع المحل، كما سيجيء من الأمثلة. وتدخل حروف الجر الزائدة على الخبر أيضاً، فتجرُّه لفظاً، مثل: «مَا أَنَا بِمُصَدِّقٍ مَا تَقُولُ». وينصب الخبر على الظرفية عندما يكون ظرف زمان أو مكان، مثل: «غَداً المُبَارَاةُ» أو «الطَّيرُ فَوقَ الشَّجَرَةِ». ويُنصَب المبتدأ إذا دخل على الجملة الاسمية حرفٌ ناسخٌ من أخوات إنَّ، ويكون المبتدأ منصوب لفظاً ومحلاً، مثل: «كَأَنَّ السَّرَابَ مَاءٌ». وبالمثل فالخبر ينصب لفظاً ومحلاً إذا دخل على الجملة الاسمية فعل ناسخ من أخوات كان، مثل: «صَارَ الحُلمُ حَقِيقَةً».

## وقوع المبتدأ منزلة اسم شرط
إذا كان الخبر مبهم وغير واضح المعنى ولكنَّه سبباً شرطياً في حدوث الخبر، يمكن اعتباره بمنزلة اسم شرط والخبر بمنزلة جواب الشرط، وإذا تأخّر الخبر فيجب حينها اتصاله بالفاء الداخلة على جواب الشرط.

## مسائل خلافية

### العامل في المبتدأ
ذهب جمهور النحاة إلى أنَّ العامل في المبتدأ هو عامل معنوي غير ظاهر، وهو معنى الابتداء نفسه، وهذا هو مذهب نحاة البصرة ومال إليه كثير من النحاة المتأخرين. ولكن ليس جميع النحاة يوافقون هذا الرأي، حيث روى جماعة من النحاة والمحققين أنَّ أغلبية نحاة الكوفة أخذوا بالرأي القائل أنَّ المبتدأ والخبر يترافعان، أي أنَّ كلاً منهما هو العلة النحوية في رفع الآخر، طالما أنَّ كلاهما اسماً أمَّا إذا كان الخبر جملة فعلية فتبطل هذه العلة. وقال بمبدأ الترافع الكسائي والفراء وابن جني وأبو حيان والرضي وأبو بكر الأنباري والسيوطي، ونسب الرضي هذا المذهب إلى الكسائي وتلميذه الفراء وحصره فيهما، بينما عارض هذا الرأي وانتقده كثير من نحاة البصرة إضافة إلى أبو جعفر النحاس، وهناك من الكوفيين من لم يأخذ بهذا المبدأ وهناك عدة أقوال ترجح أنَّ الكسائي والفراء أخذا بمذهب البصريين وقالوا بأنَّ العامل هو الابتداء.
يذهب أغلبية الكوفيين إلى أنَّ المبتدأ والخبر يترافعان كما سبق، ولكن ذلك فقط إذا كان الخبر اسماً، أمَّا إذا كان الخبر جملة فعلية فعلها على وزن «فَعَلَ» الماضي أو «يَفعَلُ» المضارع، فإنَّ العامل في رفع المبتدأ هو اللفظ العائد عليه من جملة الخبر، ويُسمَّى العائد بالذكر، سواء كان ذلك اللفظ ظاهراً أو لم يكن، مثل: «الكَاتِبُ نَشَرَ كِتَابَهُ» فالضمير المتصل «هاء الغائب» العائد على «الكَاتِبُ» هو العلة في رفعه على الابتداء، ولا يمكن أن يكون الفعل هو العامل في المبتدأ لأنَّه مشغول بعمله في الفاعل والمفعول به. وينسب بعض من النحاة ومؤرخي النحو، ومنهم ابن جني وأبو البركات الأنباري، هذا القول إلى جميع الكوفيين. ويشترط الفراء ليصحَّ رفع المبتدأ بعائد الذكر أن يأتي بعده فعل يقع على ما يعود عليه، مثل المثال السابق، غير أنَّ بعضهم أجاز رفع المبتدأ بالعائد على الإطلاق، حتى عندما يكون الخبر اسماً. ويشترط الفراء أيضاً أن يكون المبتدأ معرفة أو نكرة جاءت جواباً على سؤال قبلها. ولم يتطرق الكوفيون إلى عامل المبتدأ عندما يكون الخبر جملة اسمية.
أمَّا إذا كان الخبر حرف جر واسم مجرور، فإنَّ العامل وفقاً للكسائي هو الضمير الذي في صفة حرف الجر الذي جعلها أقرب إلى الفعل، بينما هو عند الفراء المحل في حرف الجر الذي جعله أقرب إلى الاسم. وأغلبية الكوفيين يرون أنَّ المبتدأ يُرفع بالخلاف ويسمى أيضاً المخالفة إذا كان الخبر شبه جملة متقدم عليها المبتدأ، ما عدا ثعلب الذي يرى بأنَّ المبتدأ يرتفع بعائد الذكر الذي تضمنَّه الخبر المنصوب بفعل محذوف، ومن الفعل المحذوف أخذ الخبرُ اللفظَ «العائد على المبتدأ».

### مواقع إعرابية مشتركة مع المبتدأ
يجوز في الضمير المنفصل في جملة مثل: «إِنَّكَ أَنتَ السَّمِيعُ العَلِيمُ» ثلاثة أوجه إعرابية، فيجوز اعتباره مبتدأ على لغة تميم، ويجوز اعتباره ضمير فصل بين المبتدأ والخبر لا محلَّ له من الإعراب، ويجوز كذلك اعتباره توكيد لفظي تابِع ومُؤَكِّد للفظ آخر. ويُفَضَّل إعرابه ضمير فصل على غيره من الأوجه الإعرابية، ويُفضل أن يُعرب توكيداً لفظياً على أن يكون مبتدأ الذي يظلُّ أضعف وجه إعرابي من بين الثلاثة. وللاسم المبدوء به في جملة مثل: «صَدِيقِي أَحبَبتُهُ» وجهان إعرابيان، فيجوز اعتباره مبتدأ مرفوع والجملة الفعلية بعده هي الخبر، ويجوز كذلك اعتباره مفعول به منصوب مقدَّم على فعله، ويشترط في ذلك ألَّا تظهر العلامة الإعرابية التي ستميز بين المبتدأ المرفوع والمفعول به المنصوب، ويكون هذا في الأسماء التي تقدر العلامات الإعرابية على آخرها كما في المثال السابق، أو في الأسماء المبنية، مثل: أو «مَن سَبَبتَهُ؟»، أو أن يكون إعرابه محلياً كأن تدخل أحرف الجر الزائدة عليه، مثل: «رُبَّ تَلمِيذٍ عَلَّمتُهُ».
قد يعمل الجار مع مجروره في رفع فاعل بعدهما وفقاً لبعض النحاة، بينما الاسم المرفوع وفقاً لأغلبية النحاة هو مبتدأ مؤخَّر وليس فاعل، مثل: «أَفِي اللَّهِ شَكٌّ». ويرى هؤلاء النحاة أنَّ الظرف أيضاً بإمكانه أن يرفع فاعلاً، فتنطبق عليه نفس المسألة. وفي جملة مثل: «عَلِيٌّ كُتِبَ فِي الوَّرَقَةِ اِسمُهُ»

### هوامش
1. ↑  القواعد الأساسية في النحو والصرف، ص. 65
2. ↑  جرجي عطية، ص.
3. ↑  عبد الهادي الفضلي، ص. 66
4. ↑  الدروس النحوية، ص. 123، ص. 235
5. 1 2  قواعد اللغة العربية، ص. 84
6. 1 2 3  إبراهيم السامرائي، ص. 149
7. ↑  عبد الله النقراط، ص. 48
8. ↑  فؤاد نعمة، ص. 27-28
9. 1 2 3 4  سعيد الأفغاني، ص. 197
10. ↑  عبد الهادي الفضلي، ص. 67-68
11. 1 2  شرح التصريح على التوضيح، ج. 1، ص. 189.
12. ↑  شرح ابن الناظم على ألفية ابن مالك، ج. 74، ص. 113.
13. ↑  محمد النادري، ص. 511 (هامش 3)
14. ↑  جرجي عطية، ص. 213
15. ↑  جرجي عطية، ص. 213-214
16. 1 2  عبد الهادي الفضلي، ص. 68
17. ↑  أحمد الهاشمي، ص. 125
18. ↑  النحو الأساسي، ص. 245، ص. 252
19. ↑  عبد الهادي الفضلي، ص. 67
20. ↑  محمد النادري، ص. 511
21. 1 2  يوسف الصيداوي، ص. 291
22. ↑  سليمان فياض، ص. 93
23. 1 2  محمد عيد، ص. 204
24. ↑  عبد الهادي الفضلي، ص. 66-67
25. ↑  كاملة الكواري، ص. 156
26. 1 2  كاملة الكواري، ص. 157
27. ↑  محمد أبو العباس، ص. 25
28. 1 2  النحو الأساسي، ص. 245
29. ↑  فؤاد نعمة، ص. 25
30. ↑  فاضل السامرائي (الجملة العربية والمعنى)، ص. 41
31. ↑  أبو العباس المبرد، ج. 1، ص. 416
32. ↑  كريم الخالدي، ص. 217
33. ↑  فاضل السامرائي (الجملة العربية والمعنى)، ص. 42
34. ↑  سعيد الأفغاني، ص. 198-199
35. ↑  محمود عمار، ص. 264
36. ↑  سليمان فياض، ص. 97
37. ↑  عبد الله النقراط، ص. 49
38. ↑  فؤاد نعمة، ص. 28
39. 1 2  حمدي الجبالي، ص. 248
40. ↑  أحمد الهاشمي، ص. 128-129
41. ↑  النحو الأساسي، ص. 248
42. ↑  جرجي عطية، ص. 217-218
43. ↑  سليمان فياض، ص. 94
44. 1 2 3 4  أحمد الهاشمي، ص. 129
45. 1 2 3 4  الدروس النحوية، ص. 351
46. 1 2 3  سعيد الأفغاني، ص. 200
47. ↑  قواعد اللغة العربية، ص. 85
48. ↑  جرجي عطية، ص. 216-217
49. 1 2  محمد أبو العباس، ص. 49
50. 1 2  النحو الأساسي، ص. 249
51. ↑  إبراهيم السامرائي، ج. 1، ص. 168-172
52. ↑  حمدي الجبالي، ص. 247
53. ↑  إبراهيم السامرائي، ص. 158
54. ↑  إبراهيم السامرائي، ج. 1، ص. 164
55. ↑  إبراهيم السامرائي، ج. 1، ص. 158-163
56. ↑  فاضل السامرائي، ج. 2، ص. 40-44
57. ↑  محمد أبو العباس، ص. 50
58. ↑  محمد عيد، ص. 214
59. ↑  النحو الأساسي، ص. 247
60. ↑  إبراهيم السامرائي، ص. 168
61. 1 2  أحمد الهاشمي، ص. 125-126
62. 1 2 3  جرجي عطية، ص. 214
63. 1 2  محمد عيد، ص. 208
64. ↑  يوسف الصيداوي، ص. 287، ص. 289
65. ↑  محمود نحلة، ص. 208-209
66. ↑  سعيد الأفغاني، ص. 197-198
67. 1 2  محمد النادري، ص. 514
68. 1 2 3 4 5 6  عبد الله النقراط، ص. 49-50
69. 1 2 3 4 5 6 7  محمد أبو العباس، ص. 24-25
70. 1 2 3  محمد النادري، ص. 515
71. 1 2  أحمد الهاشمي، ص. 126
72. 1 2  يوسف الصيداوي، ص. 287
73. ↑  محمد عيد، ص. 197
74. 1 2  فؤاد نعمة، ص. 29
75. ↑  الدروس النحوية، ص. 350
76. 1 2 3  جرجي عطية، ص. 215
77. 1 2  أحمد الهاشمي، ص. 127
78. 1 2 3 4  أحمد الهاشمي، ص. 126-128
79. ↑  سعيد الأفغاني، ص. 198
80. 1 2  محمد عيد، ص. 210
81. 1 2  محمد النادري، ص. 516
82. 1 2  أحمد الهاشمي، ص. 128
83. 1 2  محمد عيد، ص. 209
84. ↑  حمدي الجبالي، ص. 140 (هامش 2)
85. ↑  عبد الله النقراط، ص. 50
86. ↑  سليمان فياض، ص. 95
87. ↑  محمد النادري، ص. 516-517
88. ↑  محمد أبو العباس، ص. 26
89. 1 2 3  أحمد الهاشمي، ص. 131
90. 1 2  سعيد الأفغاني، ص. 202
91. ↑  جرجي عطية، ص. 223
92. ↑  قواعد اللغة العربية، ص. 87
93. 1 2 3 4  محمد أبو العباس، ص. 26-27
94. 1 2 3 4  الدروس النحوية، ص. 352
95. 1 2  القواعد الأساسية في النحو والصرف، ص. 69
96. 1 2  القواعد الأساسية في النحو والصرف، ص. 68
97. ↑  يوسف الصيداوي، ص. 916
98. ↑  محمد النادري، ص. 518
99. ↑  ابن هشام الأنصاري، ص. 408-409
100. ↑  محمد النادري، ص. 511-512
101. ↑  إبراهيم السامرائي، ص. 167
102. ↑  أحمد الهاشمي، ص. 140
103. 1 2  جرجي عطية، ص. 322
104. ↑  محمد النادري، ص. 512-513
105. ↑  محمد عيد، ص. 205
106. ↑  محمد النادري، ص. 513 (هامش 1)
107. 1 2  محمد النادري، ص. 513
108. ↑  أحمد الهاشمي، ص. 125، ص. 139
109. ↑  محمد النادري، ص. 512
110. ↑  عبد الهادي الفضلي، ص. 68-69
111. ↑  شرح التسهيل لابن مالك، ج. 1، ص. 273.
112. 1 2 3  جرجي عطية، ص. 222-223
113. 1 2 3  محمد النادري، ص. 513-514
114. 1 2 3  إبراهيم السامرائي، ص. 165-167
115. 1 2  الدروس النحوية، ص. 235
116. 1 2  سعيد الأفغاني، ص. 203
117. ↑  يوسف الصيداوي، ص. 288
118. ↑  النحو الأساسي، ص. 237، ص. 249
119. ↑  النحو الأساسي، ص. 250
120. ↑  أحمد الهاشمي، ص. 137
121. ↑  جرجي عطية، ص. 220
122. ↑  حمدي الجبالي، ص. 138، ص. 141
123. ↑  حمدي الجبالي، ص. 138-140
124. ↑  حمدي الجبالي، ص. 141-142
125. ↑  ابن هشام الأنصاري، ص. 364-365
126. ↑  ابن هشام الأنصاري، ص. 365-366
127. 1 2  جرجي عطية، ص. 315
128. ↑  محمد النادري، ص. 515-516
129. ↑  خزانة الأدب نسخة محفوظة 6 أغسطس 2014 على موقع واي باك مشين.، ج. 1، ص. 429 نسخة محفوظة 06 أغسطس 2014 على موقع واي باك مشين.